# Simonoonops spiniger
Espèce
Synonymes
- Dysderina spinigera Simon, 1892
- Prodysderina spinigera (Simon, 1892)

Simonoonops spiniger est une espèce d'araignées aranéomorphes de la famille des Oonopidae.

## Distribution
Cette espèce est endémique de l'île de Saint-Vincent à Saint-Vincent-et-les-Grenadines.

## Description
Le mâle décrit par Platnick et Dupérré en 2011 mesure 1,47 mm et la femelle 1,82 mm.

## Publication originale
- Simon, 1892 : On the spiders of the island of St. Vincent. Part 1. Proceedings of the Zoological Society of London, vol. 1891, p. 549-575 (texte intégral).